# 氰基硼氢化钠
氰基硼氢化钠（分子式：NaBH3(CN)）是硼氢化钠中氢被氰基取代形成的衍生物，常用作还原剂。
储存氰基硼氢化钠时，应避免过热及接触火源、水、潮湿空气、强酸或强氧化剂。氰基硼氢化钠遇强酸会立即生成氰化氢，与空气中的水分接触也会逐渐分解生成氰化物，使用时必须小心。

## 用途
氰基硼氢化钠是温和的还原剂，常用于将醛/酮制得的亚胺选择性还原为胺，尤其适用于还原胺化反应（Borch反应）。它与水反应缓慢，可以用水作氰基硼氢化钠反应的溶剂。